# 伊達山 (土耳其)
伊達山（英語：Mount Ida）是土耳其西部的一座山，位於恰納卡萊省和巴勒克埃西爾省交界，海拔1,770公尺。
伊達山在希臘神話裡被多次提及：著名的美少年伽倪墨得斯，在伊達山被宙斯物色中；赫馬佛洛狄忒斯，荷米斯之子，即在伊達山上受水仙們撫養長大。在荷馬史詩《伊利亞德》中，赫勒諾斯在特洛伊戰爭接近尾聲時撤退至伊達山，在那裡他被奧德修斯捕獲，並告訴希臘人戰勝特洛伊的方法。